# Owasso
Owasso ist eine City im US-amerikanischen Bundesstaat Oklahoma. Sie liegt sowohl im Rogers als auch im Tulsa County. Das U.S. Census Bureau hat bei der Volkszählung 2020 eine Einwohnerzahl von 38.240 ermittelt.

## Geographie
Owasso ist ein nördlicher Vorort von Tulsa in der nordöstlichen Gegend Oklahomas. Diese Gegend wird aufgrund der grünen Vegetation, Hügel und Seen auch Green Country genannt, die sich von den trockenen Great Plains im Zentrum und Westen Oklahomas abhebt.
Die Stadt hat eine Fläche von 26 km², wovon 99,9 % Land sind.
Owasso befindet sich in der Tornado Alley (Tornado-Gasse) und hat in der Ostseitenklimazone liegend ein gemäßigtes Klima. Die Durchschnittstemperatur im Jahr beträgt 15 °C, der durchschnittliche Regenfall 100,4 cm.

## Geschichte
Owasso existiert seit 1881 als Siedlung, damals im Cooweescoowee-Gebiet im Cherokee-Land im Indianer-Territorium. Es wurde Elm Creek genannt, nach einem Zufluss des Bird Creek. Der erste Siedler war H.T. (Tole) Richardson. Im Juni 1893 begannen Vorbereitungen für eine Eisenbahnlinie, die im Süden von Bartlesville zu den Rinderfarmen nahe dem Bird Creek führen sollte. Zu dieser Zeit gab es bereits mehrere Behausungen, eine Schmiede und einen Gemischtwarenladen in Elm Creek. Preston Ballard, der Inhaber des Gemischtwarenladens, eröffnete am 10. Februar 1898 ein Postamt und wurde damit der erste Postamtsvorsteher der Siedlung. 1897 zog die Familie Joseph T. Barnes nach Elm Creek, ein Jahr später kauften Joseph und Luther Barnes die Schmiede. Die erste Tankstelle wurde 1902 von Donovan Ranta eröffnet.
1897 erworb die Kansas, Oklahoma Central & Southwestern Railway Company das Wegerecht ungefähr drei Meilen nordwestlich von Elm Creek und bildeten eine natürliche Quelle zur Errichtung eines Sees, der zur Wasserversorgung der Bahnlinie dienen sollte. Zusätzlich wurde eine Meile südlich des Sees ein Bahnhof errichtet, der 1942 abgerissen wurde. Nach und nach siedelten die Einwohner von Elm Creek zum neuen Bahnhof. Auch Joseph und Luther Barnes zogen mit der Schmiede um, genauso wie Preston Ballard samt Postamt und Gemischtwarenladen. Die so neu erschaffene Gemeinde wurde nach dem Umzug des Postamtes auch Elm Creek genannt.
Die neue Eisenbahnlinie wurde 1899 fertiggestellt und bald darauf von der Muttergesellschaft, der Atchison, Topeka and Santa Fe Railway, übernommen. Der erste Zug erreichte Elm Creek am 1. November 1899. Da das Land rund um den Bahnhof als das Ende der Eisenbahnlinie bekannt wurde, entwickelte sich aus dem Wort der Osage-Indianer Owasso (Ende der Eisenbahn oder umdrehen) der neue Name der Gemeinde. Der Name des Postamtes wurde am 24. Januar 1900 offiziell in Owasso geändert. 1905 wurde die Bahnlinie nach Tulsa erweitert.
Als Oklahoma am 16. November 1907 offiziell zum Bundesstaat wurde, lebten in Owasso 379 Menschen. Die erste Zeitung war die Owasso Ledger und wurde erstmals am 7. August 1903 von U. P. Wardrip herausgegeben und kostete einen Dollar pro Jahr. Am 6. Februar 1905 wurde der Pioneer Telephone and Telegraph Company das Recht gewährt, die erste Telefonvermittlung zu betreiben. 1924 wurde der erste Wasserturm errichtet, versorgt mit Wasser vom Spavinaw Water Project.
Am 28. September 1972 wurde Owasso als City incorporiert.

## Demographie
Im Zensus 2010 wurden 28.915 Einwohner, 10.689 Haushalte und 7.807 Familien in Owasso gezählt. 51,7 % waren weiblich, 29,6 % unter 18 und über 9,6 % über 64. Die Bevölkerungsdichte lag bei 712,2/km².
Das durchschnittliche Haushaltseinkommen beträgt 66.572 Dollar (48.120 Euro) pro Jahr, das durchschnittliche Familieneinkommen liegt bei 76.044 Dollar (54.967 Euro). 7,6 % der Bevölkerung liegen unter der Armutsgrenze, was weit unter dem Durchschnitt von 16,6 % in ganz Oklahoma liegt.

## Medien
Es gibt zwei wöchentlich erscheinende Zeitungen in Owasso: Der Owasso Reporter ist im Besitz von Community Publishers, Herausgeber von Zeitungen und Webseiten in Oklahoma, Missouri und Arkansas. Der Owasso Progress wird herausgegeben von Community Newspaper Holdings.
Des Weiteren gibt es zwei Webseiten der Gemeinde, owassoisms.com und n2owasso.com, die Neuigkeiten der Stadt, Informationen über anstehende Events und Diskussionsplattformen für die Einwohner bieten.

## Persönlichkeiten der Stadt
- Tommy Allsup, Westernmusiker und Plattenproduzent
- Randy Blake, Kickboxer
- Jaime Bluma, ehemaliger Baseballspieler der Kansas City Royals
- Randy Brogdon, ehemaliger Senator von Oklahoma und Ex-Bürgermeister von Owasso
- Dylan Bundy, Baseballspieler der Baltimore Orioles, Gewinner der Gatorade Player of the Year awards 2011.
- Dennis Byrd, Footballspieler der New York Jets
- Russ Dugger, NASCAR-Fahrer
- Brian Flynn, Baseballspieler der Miami Marlins
- Vic Koenning, Footballspieler
- Jon Kolb, Footballspieler der Pittsburgh Steelers
- Pete Kozma, Baseballspieler der St. Louis Cardinals
- Paul Smith, Footballspieler